# Bad Asses on the Bayou
Bad Asses on the Bayou (Tipo duro 3 en España y Un tipo duro 3 en Hispanoamérica) es una película de acción de 2015 protagonizada por Danny Trejo y Danny Glover, escrita y dirigida por Craig Moss. La película es la tercera parte de la trilogía Bad Ass .

## Sinopsis
Frank Vega y Bernie Pope regresan, esta vez a Luisiana, en un intento por encontrar a un amigo secuestrado.

## Reparto
- Danny Trejo como Frank Vega
- Danny Glover como Bernie Pope
- John Amos como Conde
- Loni Love como Carmen
- Jimmy Bennett como Ronald
- Olga Wilhemine como Violinista
- Jaqueline Fleming como Katie
- Judd Lormand como El detective Williamson
- Sammi Rotibi como Geoffrey
- Rob Mello como Buford
- Al Vicente como Guillermo Gómez
- Lucius Baston como H.S. Guardia de seguridad
- Miles Doleac como Presentador de un programa de entrevistas
- Keith Loneker como Pierre
- Carol Sutton como Lois Morgan

## Lanzamiento
La fecha de estreno de la película se anunció en diciembre de 2014. La película se estrenó en los cines el 6 de marzo de 2015 y en DVD el 7 de abril de 2015.